# Печский санджак
Печский санджак (тур. İpek sancak, серб. Пећки Санџак, алб. Sanxhaku i Dukagjinit) — санджак Османской империи со столицей в Пече (ныне территория Косова). Санджак был образован после того, как турки захватили Печ в 1455 году, первым санджак-беем (губернатором) стал Махмут-паша Дукаджини.
Санджак включал 4 казы (уезда) - Печ, Джяковица, Гусинье и Беране.
Санджак часто находился под непосредственным контролем санджак-бея Скадарского санджака. В 1536 году Али-бек, санджак-бей Печа, был повешен по приказу султана за ошибки и некомпетентность в управлении санджаком. Христианское население санджака часто восставало против османских властей, особенно в 1550-х годах, поскольку были не в состоянии платить недавно введенные тяжелые налоги. Во время одного из таких восстаний санджак-бей Касим-бек получил приказ подавить восстание с помощью Скадарского санджака (в случае необходимости). В 1690 году санджак-бей Махмуд-паша Хасанбегович атаковал австрийские войска в Пече во время Великой турецкой войны.
Когда в 1877 году был создан вилайет Косово, Печский санджак стал его частью.
Во время Первой Балканской войны, в конце 1912 года санджак был оккупирован войсками Черногории и Сербии. В 1914 году малая его часть вошла в состав вновь созданного Княжества Албания, на основе мирного договора, подписанного в ходе Лондонской конференции в 1913 году.